# Elmira Minita Gordon
Dame Elmira Minita Gordon (30 tháng 12 năm 1930 – 1 tháng 1 năm 2021) là một nhà giáo dục, nhà tâm lý học và chính khách người Belize. Bà là Toàn quyền đầu tiên của Belize kể từ khi nước này giành độc lập năm 1981 cho đến năm 1993. Đồng thời, bà cũng là người Belize đầu tiên nhận bằng tiến sĩ ngành tâm lý học và là người phụ nữ đầu tiên giữ cương vị toàn quyền trong lịch sử Khối Thịnh vượng chung.

## Tiểu sử
Elmira Minita Gordon sinh ngày 30 tháng 12 năm 1930 tại thành phố Belize, lúc đó là thuộc địa Honduras thuộc Anh. Cha mẹ bà, ông Frederick Gordon và bà May Dakers, là người Jamaica di cư đến Belize vào những năm 1920. Bà có năm anh chị em: Lincoln Coyi, Dorinda Henderson, Kelorah Franklin, Rolston Coyi và Robert Reyes. Gordon theo học tại Trường nữ sinh St. John’s và Tiểu học St. Mary’s. Bà gia nhập tổ chức Hướng đạo sinh nữ (Girl Guides) năm 1946 và sau này trở thành Ủy viên khu vực Belize vào năm 1970.
Bà theo học tại Trường Sư phạm St. George’s. Sau khi tốt nghiệp, Gordon làm giáo viên tại một trường Anh giáo và hoạt động giảng dạy khắp Belize từ năm 1946 đến 1958. Bà giảng dạy tại Trường đào tạo giáo viên Belize từ năm 1959 đến 1969 và sau đó là Cán bộ giáo dục chính phủ cho đến năm 1981.
Gordon tiếp tục học tập tại Đại học Calgary ở Alberta, Canada với bằng Cử nhân giáo dục (1967) và Thạc sĩ giáo dục chuyên ngành tâm lý học giáo dục (1969). Sau đó, bà học sau đại học tại các đại học Nottingham và Birmingham (Anh). Trong thời gian học tập tại Canada (1977–1980), bà tham gia các tổ chức chuyên môn như Ủy ban lập kế hoạch chương trình tâm lý giáo dục và là thành viên Câu lạc bộ thủ công da Toronto.
Năm 1980, Gordon nhận bằng Tiến sĩ tâm lý học ứng dụng tại Đại học Toronto, trở thành nhà tâm lý học chuyên nghiệp đầu tiên của Belize. Sau khi tốt nghiệp bà trở về Belize, bà được bổ nhiệm làm Toàn quyền Belize đầu tiên vào năm 1981, thay thế cho James P. I. Hennessy – toàn quyền cuối cùng dưới thời thuộc địa.
Gordon được phong làm Thẩm phán hòa giải năm 1974 và được nâng lên bậc cao cấp năm 1987. Bà là hội viên trọn đời của Hội Chữ thập đỏ Anh (1975) và Hội Chữ thập đỏ Belize (1981). Bên cạnh sự nghiệp chính trị, bà còn là một nghệ nhân thủ công da tài năng, nhiều lần giành giải thưởng trong lĩnh vực này.
Năm 1993, Elmira Minita Gordon chính thức rời cương vị Toàn quyền Belize, khép lại 12 năm giữ chức kể từ khi quốc gia này giành độc lập vào năm 1981. Người kế nhiệm bà là Colville Young.
Trong những năm cuối đời, do sức khỏe ngày càng suy yếu, bà đã chuyển đến Hoa Kỳ vào năm 2016 để sống cùng em gái là Kelorah Franklin tại thành phố Inglewood, hạt Los Angeles, bang California. Bà qua đời vào ngày 1 tháng 1 năm 2021, chỉ hai ngày sau sinh nhật lần thứ 90, khép lại cuộc đời của một trong những người phụ nữ tiên phong và có ảnh hưởng sâu rộng nhất trong lịch sử hiện đại của Belize.

## Danh hiệu và huân chương
Trong suốt sự nghiệp của mình, Dame Elmira Minita Gordon đã được trao tặng nhiều danh hiệu cao quý nhằm ghi nhận những đóng góp của bà trong lĩnh vực giáo dục, ngoại giao và phục vụ cộng đồng:
- Tiến sĩ danh dự Luật học (Honorary LL.D.) – Đại học Victoria, Canada (1984)[17]
- Dame Grand Cross của Huân chương Thánh Michael và Thánh George (GCMG)[18]
- Dame Grand Cross của Huân chương Hoàng gia Victoria (GCVO)[19]